# Rhinolophus deckenii
Rhinolophus deckenii (Peters, 1868) è un Pipistrello della famiglia dei Rinolofidi diffuso nell'Africa orientale.

## Descrizione

### Dimensioni
Pipistrello di medie dimensioni, con la lunghezza totale tra 76 e 100 mm, la lunghezza dell'avambraccio tra 48 e 56 mm, la lunghezza della coda tra 25 e 33 mm, la lunghezza del piede tra T25 e 33 mm, la lunghezza delle orecchie tra 18 e 27 mm e un peso fino a 15 g.

### Aspetto
La pelliccia è di media lunghezza, soffice e lanuginosa. Le parti dorsali sono bruno-grigiastre, mentre le parti ventrali sono più chiare. Le orecchie sono relativamente corte. La foglia nasale ha una lancetta alta e triangolare, con i bordi dritti e la punta smussata, il processo connettivo arrotondato ed allo stesso livello della sella, la quale è priva di peli, con i bordi paralleli e l'estremità larga ed arrotondata. La porzione anteriore è larga e copre interamente il muso, ha le fogliette laterali e un incavo mediano ben sviluppato. Il labbro inferiore ha un solco longitudinale profondo e due laterali meno distinti. Le membrane alari sono marroni e semi-trasparenti, la prima falange del quarto dito è relativamente lunga. La coda è lunga ed inclusa completamente nell'ampio uropatagio. Il primo premolare superiore è piccolo e situato all'interno della linea alveolare.

## Biologia

### Comportamento
Si rifugia all'interno di grotte sotterranee e in edifici abbandonati.

### Alimentazione
Si nutre di insetti.

### Riproduzione
Femmine gravide con uno o due embrioni sono state catturate nei mesi di agosto, ottobre e novembre.

## Distribuzione e habitat
Questa specie è diffusa in Uganda centro-occidentale, Kenya sud-orientale, Tanzania orientale e sulle isole di Zanzibar e Pemba.
Vive nelle foreste costiere e in boschi di Miombo a circa 650 metri di altitudine.

## Conservazione
La IUCN Red List, considerato che questa specie è soggetta ad un significativo declino a causa della deforestazione in gran parte del suo areale, classifica R.deckenii come specie prossima alla minaccia di estinzione (Near Threatened).